# Ашар (Дагестан)
Ашар (лезг. Ашар) — село в Курахском районе Дагестана. Административный центр сельского поселения Сельсовет «Ашарский».

## Географическое положение
Расположено на реке Курах в 11 км к северо-западу от районного центра с. Курах.

## Население
| 1886 | 1895 | 1926 | 1939 | 1970 | 1989 | 2002 |
| ---- | ---- | ---- | ---- | ---- | ---- | ---- |
| 669  | ↗711 | ↘614 | ↗827 | ↘722 | ↗804 | ↘542 |
| 2010 | 2021 |      |      |      |      |      |
| ↗565 | ↗588 |      |      |      |      |      |

Моноэтническое лезгинское село.
В сихил Ашарар входят: 
Алтияр, Абачар, Базаяр, Бегьияр, Гъазаяр, Квасаяр, Кьуштунар, Мамалияр, Мегьанцӏаяр, Сабуяр, Устӏарар, Шаласияр, Шерифар Гьасанбегар (их предки переселились из Манкулидхюра), Кичерар (из аула Кича), Чӏарагъар (из Чарага), Мискичкар (из Мискинджи), Гьирегар (из Играха), Бегъерчияр (из Агула).